# Venelin
Venelin (bulgariska: Венелин) är ett distrikt i Bulgarien.   Det ligger i kommunen Obsjtina Dolni tjiflik och regionen Oblast Varna, i den östra delen av landet, 400 km öster om huvudstaden Sofia.
I omgivningarna runt Venelin växer i huvudsak lövfällande lövskog. Runt Venelin är det ganska glesbefolkat, med 35 invånare per kvadratkilometer.